# Lollapalooza
Lollapalooza é um festival de música alternativa que acontece anualmente, é composto por gêneros como rock alternativo, heavy metal, punk rock, grunge e performances de comédia e danças, além de estandes de artesanato. Também fornece uma plataforma para grupos políticos e sem fins lucrativos. O Lollapalooza tem apresentado uma grande variedade de bandas e ajudou a expor e popularizar artistas como Amy Winehouse, Alice in Chains, Tool, Red Hot Chili Peppers, Pearl Jam, The Cure, Primus, Rage Against the Machine, Soundgarden, Arcade Fire, Nine Inch Nails, Nick Cave, L7, Janes Addiction, X Japan, The Killers, Siouxsie and the Banshees, The Smashing Pumpkins, Muse, Hole, 30 Seconds to Mars, The Strokes, Arctic Monkeys, Foo Fighters, Green Day, Lady Gaga, Marina Sena e Fun.
Concebido e criado em 1991 pelo cantor do Jane's Addiction, Perry Farrell, como uma turnê de despedida para sua banda, o Lollapalooza aconteceu até o ano de 1997 e foi revivido em 2003. Desde a sua criação, e em seu renascimento em 2003, o festival percorreu a América do Norte. Em 2004, os organizadores do festival decidiram ampliar sua duração  para dois dias por cidade, mas a fraca venda de ingressos forçou o cancelamento da turnê de 2004. Em 2005, Farrell e a Agência William Morris fizeram uma parceria com a empresa Capital Sports Entertainment (atual C3 Presents), sediada em Austin, no Texas, e reformularam o festival para o seu formato atual, como um evento fixo em Grant Park, Chicago, Illinois.
Em 2010, foi anunciada a estreia do Lollapalooza no exterior, com um ramo do festival sediado em Santiago, no Chile, em 2 e 3 abril de 2011, onde estabeleceu uma parceria com a empresa chilena Lotus. Em 2011, a empresa Geo Eventos confirmou a primeira versão brasileira do evento, que foi sediada no Jockey Club, em São Paulo nos dias 7 e 8 de abril de 2012. Desde então o festival costuma ser realizado  no início do outono no país. Foi anunciado que o primeiro Festival Lollapalooza seria realizado na Europa em setembro de 2015, na capital alemã, Berlim, no histórico aeroporto Tempelhof.

## Etimologia
A palavra, algumas vezes pronunciada como lollapalootza ou lalapaloosa, vem dos séculos XIX e XX, de uma expressão americana que significa "uma extraordinária ou incomum coisa, pessoa, ou evento; um exemplo excepcional ou circunstância." Com o tempo, o termo passou também a um grande pirulito (em inglês lollipop). Farrell, em busca de um nome para seu festival, gostou da sonoridade do termo ao ouvi-lo em um filme dos Três Patetas. Em homenagem ao duplo significado do termo, um personagem na logo original do festival segura um pirulito.

## História

### Criação

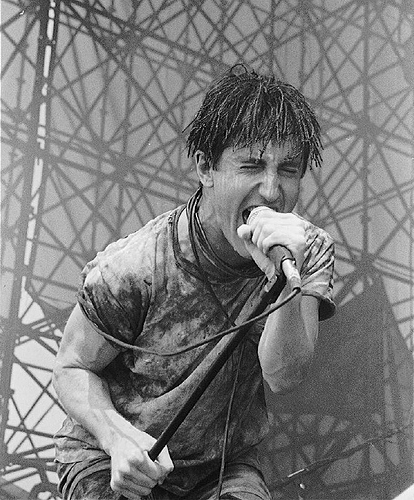
O vocalista Trent Reznor, da banda Nine Inch Nails, no festival de 1991.

Inspirado por eventos produzidos por Bill Graham, Perry Farrell, juntamente com Ted Gardener, Marc Geiger e Don Muller, concebeu o festival em 1990, como uma turnê de despedida para sua banda Jane's Addiction. Ao contrário de festivais de música anteriores, como Woodstock, A Gathering of the Tribes, ou US Festival, que foram eventos que aconteceram em um só local, Lollapalooza foi um festival que viajou pelos Estados Unidos e Canadá.
A divulgação das bandas de 1991 foi feita com artistas de vários gêneros, tendo bandas principais de post-punk como Siouxsie and the Banshees a rap como Ice-T e também música industrial como Nine Inch Nails. Outro conceito por trás do Lollapalooza foi a inclusão de apresentações não-musicais. Apresentadores como o circo de Jim Rose, um show de horrores, e monges de Shaolin estendeu as fronteiras da cultura rock tradicional. Havia uma tenda para exibição de obras de artes, jogos de realidade virtual, e mesas de informações sobre políticas ambientais sem fins lucrativos, grupos que promovem a contra-cultura e consciência política.

### Sucesso e declínio
Foi no Lollapalooza onde Farrell criou o termo "Nação Alternativa". A explosão do rock alternativo no começo dos anos 90 que empurrou o Lollapalooza para frente; os festivais de 1992 e 1993 tiveram presença de artistas grunge e alternativos, e frequentemente apresentando um artista de rap. Movimentos de punk rock como mosh pit e crowd surfing se tornaram parte de muitos shows. Esses anos tiveram um grande aumento na participação natural de evento com a inclusão de cabines para entrada de microfone aberto para leituras e oratória, tatuagens e piercings. Depois de 1991, o festival incluiu um segundo palco (e em 1996, um terceiro palco) para bandas revelações e locais. Reclamações dos participantes do festival incluía os preços dos ingressos altos, bem como o elevado custo de alimentos e água nos shows. Quando o festival foi para Alpine Valley em East Troy, Wisconsin em 29 de agosto de 1992, e também em Clarkston, Michigan no ano de 1992, o público rasgou pedaços de grama e jogou um aos outros e nas bandas, resultando em dezenas de milhares de dólares em danos para o local.
Nirvana foi programado para ser banda principal no festival de 1994, mas a banda saiu do festival em 7 de abril de 1994. O corpo do vocalista do Nirvana, Kurt Cobain, foi encontrado em Seattle, Washington no dia seguinte. A viúva de Kurt, Courtney Love, fez participação especial em muitos shows, incluindo o da Filadélfia, Pennsylvania no Franklin Delano Roosevelt Park (geralmente tendo tempo dado a ela pelo vocalista do The Smashing Pumpkins, Billy Corgan), falando para o público sobre a sua perda, então cantando duas músicas. Farrell trabalhou com o artista que trabalha com poster de rock Jim Evans para criar uma série de posters e imagens para o evento de 1994, incluindo duas estátuas de Buddha que colocou no palco principal. Em 1996, Farrell, que criou o festival, decidiu focar suas energias para produzir seu novo projeto de festival, ENIT, e não iria participar na produção do Lollapalooza. Alguns fãs viram a adição do Metallica em 1996 como ir contra a prática de apresentar artistas "não-mainstream". Além disso, cofundador do festival, Farrell sentiu que a imagem machista do grupo violou sua visão de paz para o festival, para a cultura alternativa da década de 1990 foi, em geral contra o comportamento machista. Farrell saiu da turnê em protesto.

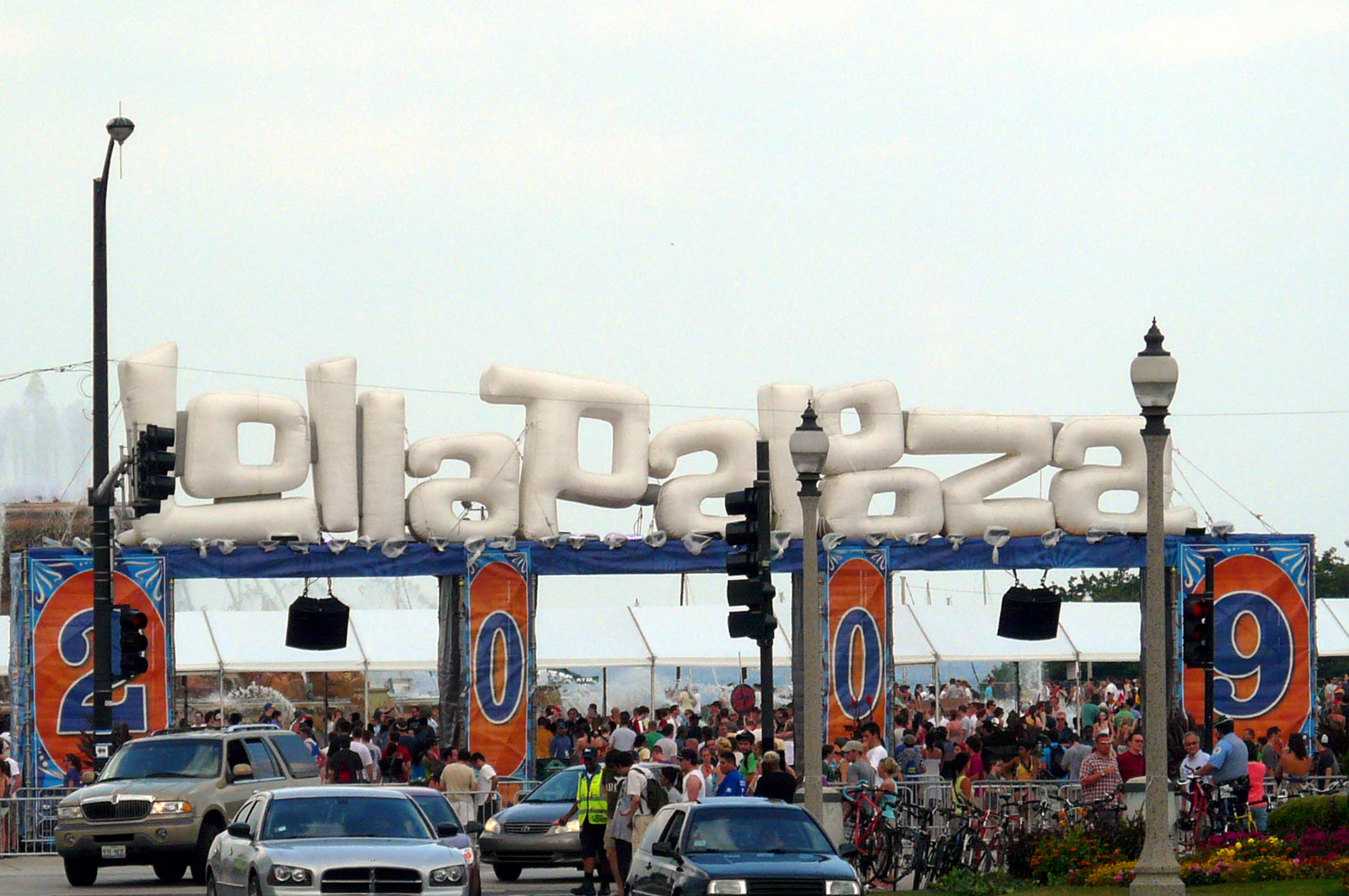
Lollapalooza 2009, Chicago

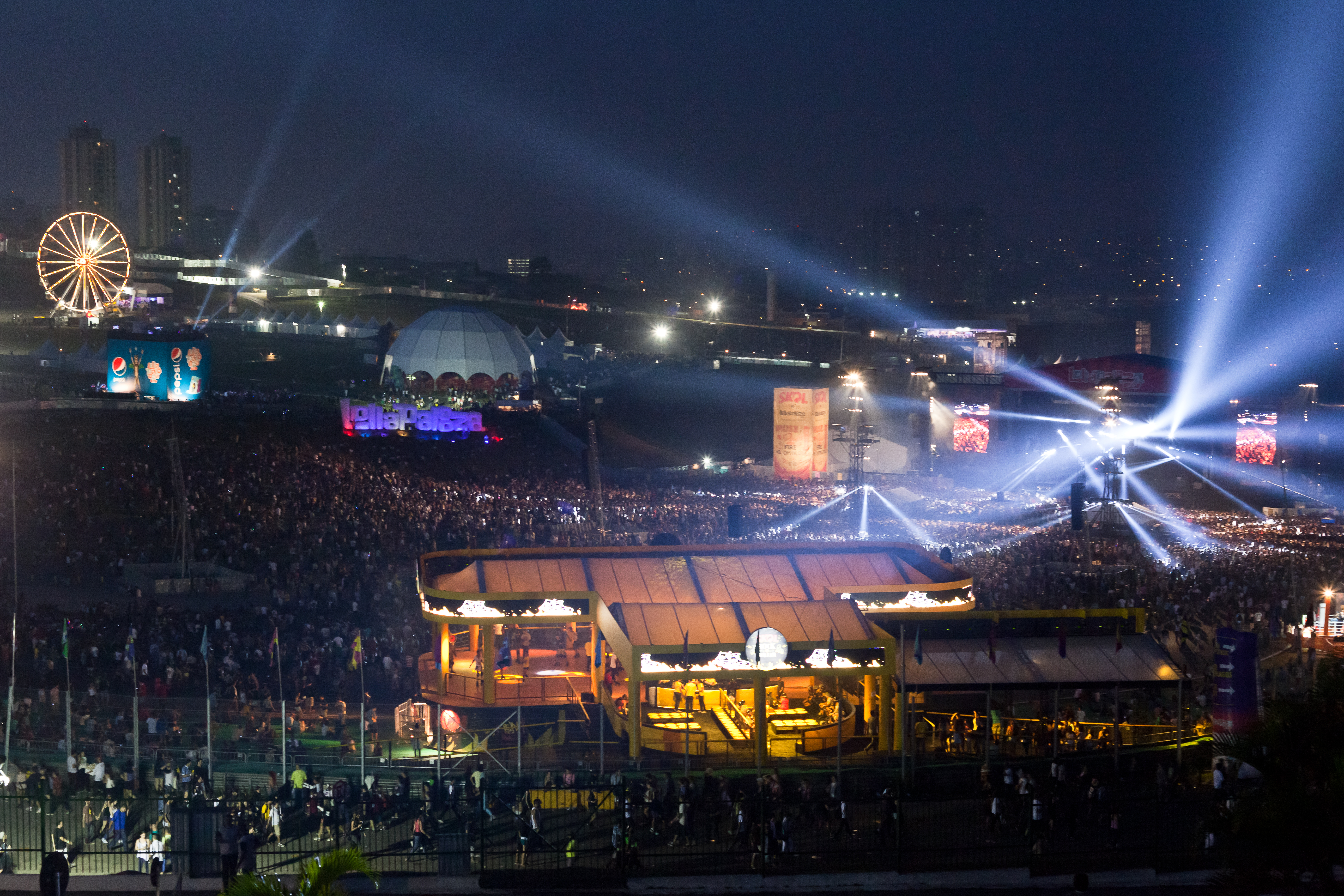
Lollapalooza 2014, São Paulo

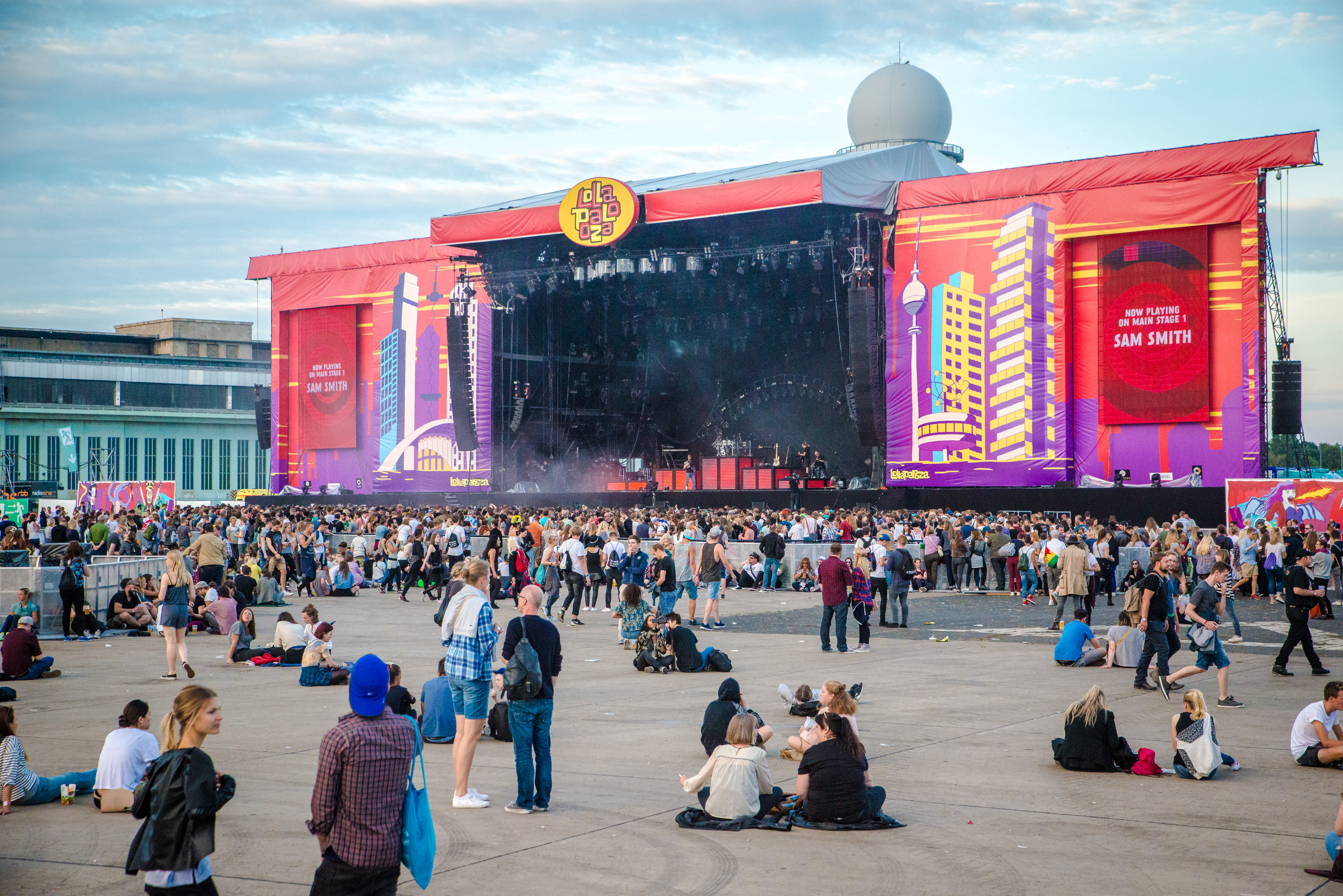
Lollapalooza 2015, Berlim

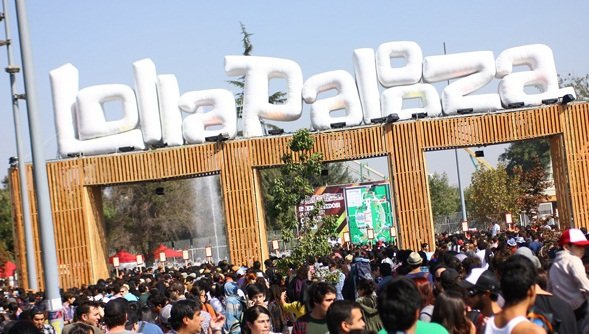
Lollapalooza 2015, Santiago

Foram feitos esforços para manter o festival, incluindo artistas mais ecléticos, como o músico country Waylon Jennings e enfatizando grupos eletrônicos como The Prodigy. Em 1997, no entanto, o conceito Lollapalooza tinha acabado, e em 1998, os esforços não conseguiram encontrar uma banda principal adequada, assim resultando no cancelamento do festival. O cancelamento serviu como um significante declínio da popularidade do rock alternativo. Em meio aos problemas do festival, Spin disse, "Lollapalooza é como um coma para o rock alternativo agora."

### Ressurgimento
Em 2003, Farrell convocou Jane's Addiction e agendou uma nova turnê do Lollapalooza. O festival foi feito em 30 cidades entre julho e agosto. A turnê de 2003 conseguiu apenas um sucesso marginal com muitos fãs ficando longe, presumivelmente por causa dos preços elevados dos ingressos. Outra turnê agendada para 2004 consistiu de dois dias de festival, pegando cada lugar de cada cidade. Ele foi cancelado em junho devido à fraca venda de ingressos em todo o país.
Farrell fez parceria com Capital Sports & Entertainment (agora C3 Presents), que é co-proprietária e produz o Austin City Limits Music Festival, de produzir o Lollapalooza. CSE, Farrell e a William Morris Agency — juntamente com Charles Attal Presents — ressuscitaram o Lollapalooza como um festival de dois dias em 2005 no Grant Park, Chicago, Illinois, com uma variedade ainda maior de artistas (70 artistas em cinco palcos) que a turnê/festival. O festival foi um sucesso, atraindo mais de 65 mil pessoas, apesar de fazer calor de 40°C (duas pessoas foram hospitalizadas pelo calor). Retornou a Chicago de 4 a 6 de agosto de 2006. Em 25 de outubro de 2006, o Distrito de Chicago e a Capital Sports & Entertainment fez um contrato de cinco anos de 5 milhões de dólares, deixando ser feito o Lollapalooza no Grant Park em Chicago até 2011. Lollapalooza aconteceu nas datas de 3 a 5 de agosto em 2007, 1 a 3 de agosto em 2008, 7 a 9 de agosto em 2009, 6 a 8 de agosto em 2010 e 5 a 7 de agosto de 2011. Depois do sucesso de 2008, outro acordo foi assinado para deixar o Lollapalooza em Chicago até 2018, garantindo a cidade 13 milhões de dólares.

### Lollapalooza 2020
A experiência do festival em 2020 estava inicialmente programada para ocorrer de 30 de julho a 2 de agosto. No entanto, devido à pandemia de COVID-19, o evento foi oficialmente cancelado em 9 de junho. O festival adiou a venda de ingressos em março como precaução para o possível encerramento dos eventos de música ao vivo. Para manter o espírito do festival, a cidade de Chicago anunciou que ofereceria um evento transmitido ao vivo ocorrendo no mesmo fim de semana que o evento inicialmente planejado.  A versão transmitida ao vivo apresentava atos como ASAP Rocky,  Brockhampton, Lupe Fiasco, Outkast e muitos mais atuando em uma transmissão gratuita do YouTube.  Bem como apresentações ao vivo, muitos conjuntos mais antigos de eventos anteriores do Lollapalooza foram transmitidos ao vivo e posteriormente enviados para a  página do YouTube do Lollapalooza.
Em 18 de maio de 2021, os organizadores do festival e a cidade de Chicago anunciaram que o Lollapalooza voltaria com capacidade total de 29 de julho a 2 de agosto de 2021.

### Expansão internacional
Em 2010, foi anunciado que Lollapalooza iria estrear na América do Sul, com um ramo do festival produzido na capital do Chile, Santiago de 2 a 3 de abril de 2011. A lineup incluia Kanye West, Jane's Addiction, 30 Seconds to Mars, The National, Manny and Gil the Latin, The Drums, Los Bunkers,The Killers, Ana Tijoux, Javiera Mena, Fatboy Slim, Deftones, Los Plumabits, Cypress Hill, 311, The Flaming Lips e outros.
Em 2011, foi confirmado a versão brasileira do evento, que foi feita no Jockey Club em São Paulo nos dias 7 e 8 de abril de 2012.
E em 2012 foi anunciado uma versão em Israel.

### Censura no Lollapalooza Brasil de 2022
Durante o Lollapalooza de 2022, o ministro Raul Araújo, do Tribunal Superior Eleitoral (TSE), considerou as manifestações políticas de Pabllo Vittar e Marina, favorável à Luiz Inácio Lula da Silva e contra Jair Bolsonaro, como propaganda eleitoral irregular, visto que as manifestações políticas ocorrem antes do período de campanhas eleitorais. Apesar disso, outros cantores e bandas participando do evento decidiram se manifestar contra a decisão do TSE, incluindo Lulu Santos, a banda Fresno, Gloria Groove, Djonga, Marina Sena e Anitta.
Apesar do ministro do TSE ter acatado o pedido judicial do Partido Liberal (PL), ele menciona as entidades jurídicas incorretas. O partido apresentou uma nova petição identificando a empresa correta. A organizadora responsável pela produção do evento, a T4F, entrou em recurso no TSE contra a medida. Vários advogados ligados ao Partido dos Trabalhadores (PT) também foram à justiça contra a decisão judicial. No dia 28, o PL decidiu retirar o processo por ordem de Jair Bolsonaro.